# O tym się mówi
O tym się mówi – czwarty i ostatni singel z trzeciego albumu studyjnego Krzysztofa "K.A.S.Y." Kasowskiego pt. K.A.S.A. no. 3. Zawiera 2 utwory studyjne: O tym się mówi (w 2 wersjach) i Nigdy nie czekaj, koncertowe wersje utworów Reklama i Dżu-dżu oraz remix utworu Każdy lubi boogie.

## Lista utworów
Opracowano na podstawie materiału źródłowego.
1. O tym się mówi – 3:28
2. O tym się mówi (No Bass) – 3:28
3. Nigdy nie czekaj – 3:13
4. Reklama (wersja koncertowa) – 2:41
5. Dżu-dżu (wersja koncertowa) – 4:31
6. Każdy lubi boogie (Loco Studio Dwoogie Remix) – 4:41

## Twórcy
- Krzysztof Kasowski – śpiew, muzyka, teksty
- Andrzej Zieliński (Right Track Recording) – muzyka (utwory 1-2)
- Jacek Gawłowski – mastering
- Izabela Janicka-Jończyk – menadżerka
- Tomasz Niedźwiedź – projekt okładki